# Morningside (Alberta)
Morningside es una aldea en el centro de Alberta, Canadá, dentro del condado de Lacombe .  Se encuentra justo al este de la autopista 2, en la intersección de la autopista 2A y la autopista 604, a unos 36 kilómetros (22 mi) al norte de Red Deer.

## Demografía
En el censo de población de 2021 realizado por Statistics Canada, Morningside registró una población de 85 personas que vivían en 48 de sus 49 viviendas privadas totales, un cambio del −12,4 % con respecto a su población de 2016, que era de 97 personas. Con una superficie de 0,25 km2, tenía una densidad de población de 340,0 hab./km2 en 2021.
Como lugar designado en el Censo de Población de 2016 realizado por Statistics Canada, Morningside registró una población de 97 personas que vivían en 39 de sus 40 viviendas privadas totales, lo que supone un cambio del 2,1 % respecto a su población de 95 en 2011. Con una superficie de 0,25 km2, tenía una densidad de población de 388,0 hab./km2 en 2016.